# 業高國際
業高國際有限公司，簡稱業高國際（英語：Ipco International Limited，SGX：I11），在1975年創立，名為「業高海事有限公司」。
現時除了在全球各地承包和投资于油气、电力、运输、水务和环境以及工业基建项目，還包括投資有價值公司業務，包括ESA 電子有限公司、Asia Plan Ltd等。
現時總部位於24 Pandan Road Singapore 609275，以及1E-3A 3rd Floor Jalan SS26/9 Plaza Mayang Taman Mayang Jaya 47301 Petaling Jaya Selangor Darul Ehsan Malaysia。而股份在1993年5月25日於新加坡交易所主板上市。總裁為Quah Su-ling，主席為Sandi Gunawan Ho。

## 連結
- Ipco.com.sg （页面存档备份，存于）